# Plaza del Conde del Valle de Súchil
La plaza del Conde del Valle de Súchil (también conocida como "la plaza perpendicular") en Madrid, España, es una plaza alargada situada en el barrio de Arapiles del distrito Chamberí. Comienza en la calle de Alberto Aguilera y termina en la calle de Arapiles. Nombrada en honor a José María de Garay y Rowart, iii conde de Valle de Súchil, abogado y político español que fue alcalde de Madrid.

## Historia

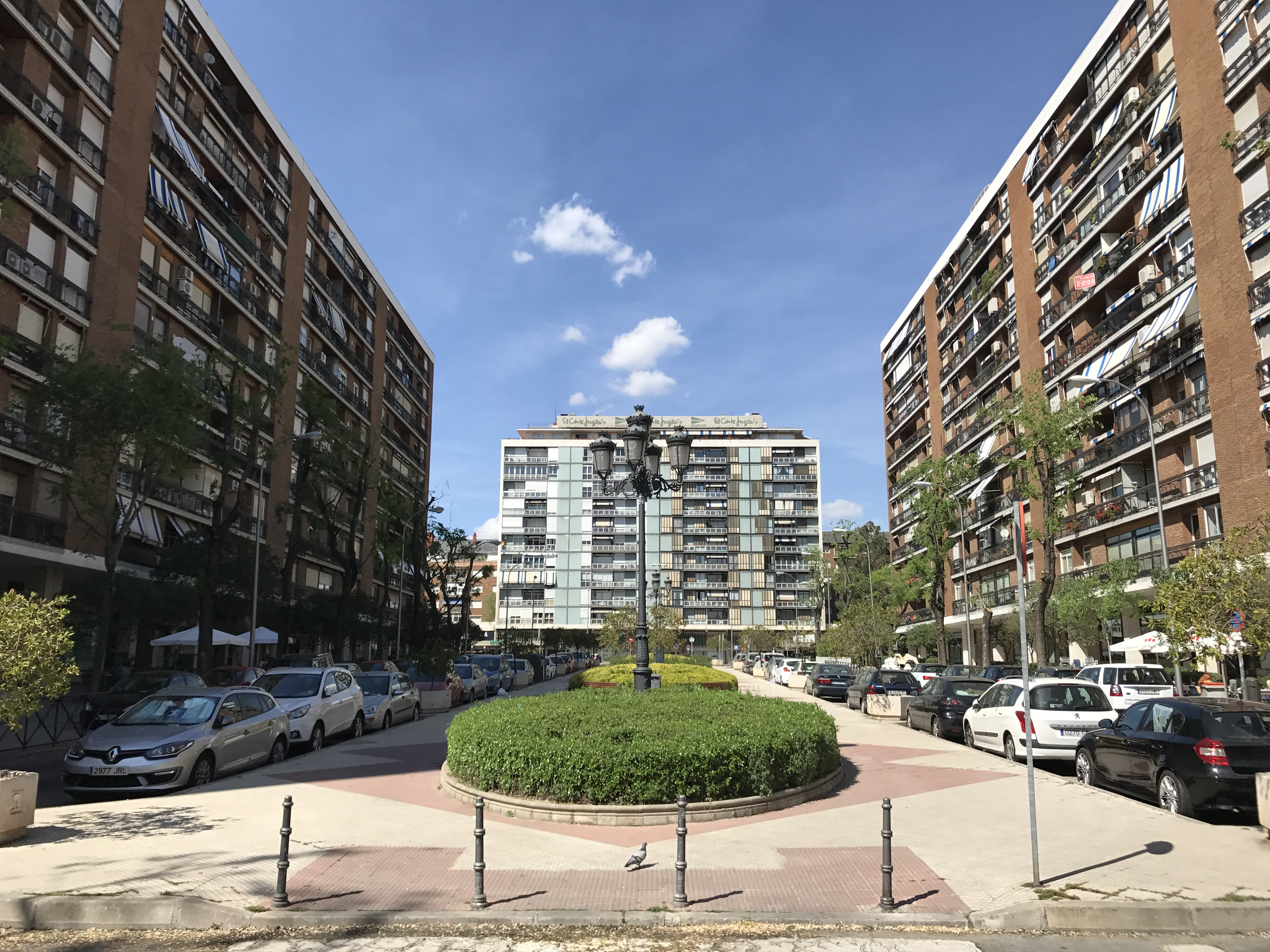
Parte norte de la plaza, urbanizada de forma simultánea

En el rectángulo que forman las actuales calles de Arapiles, Magallanes, Rodríguez San Pedro y la plaza del Conde del Valle de Súchil se ubicaba el cementerio General del Norte, construido en 1804 y desmantelado en 1884. La existencia de este cementerio marcó una impronta reconocible en la actualidad, dando pie a sectores residenciales de tipología y morfología diferente al de otras zonas de Chamberí. La urbanización de estos terrenos no se produjo hasta la década de 1950; la altura de los edificios también es muy superior a la de los edificios del resto del barrio, que generalmente suelen tener seis o siete alturas. La plaza fue inaugurada en julio de 1958 por el alcalde, José Finat y Escrivá de Romaní, en un acto en el que estuvo acompañado entre otros del concejal Miguel Moreno Ruiz, responsable de la iniciativa del ordenamiento urbano que dio origen a la plaza.
En el sector norte de la plaza, entre las calles de Rodríguez San Pedro y la de Arapiles, se levantaron dos grandes bloques de viviendas de nueve alturas enfrentados, totalmente idénticos, dejando un amplio espacio ajardinado entre ellos. Los portales de los edificios son amplios, la planta baja tiene soportales y la parte trasera tiene jardines privados, urbanización que difiere de la típica del Ensanche decimonónico. La compañía urbanizadora encarga a los arquitectos Gutiérrez Soto y Domínguez Salazar del diseño de los citados bloques, partiendo del modelo de la Casa de las Flores, obra de Secundino Zuazo. Se construyeron entre 1954 y 1957.
En la parte sur, entre las calles de Rodríguez San Pedro y la de Alberto Aguilera, la plaza tiene espacio ajardinado, juegos infantiles y una fuente central. Los inmuebles de esta zona tienen nueve alturas también, pero su tipología es más variopinta. La calle de Rodríguez San Pedro discurre por debajo de un edificio en la parte central-oeste de la plaza.
En 1994 se hallaron unos 320 cadáveres de la fosa común de la calle de Arapiles durante las obras de construcción de un aparcamiento.